# The Concert
The Concert è il tredicesimo album, nonché secondo live ufficiale, dei Creedence Clearwater Revival, pubblicato nel 1980 dalla Fantasy Records. Il live venne registrato il 31 gennaio 1970.

## Tracce
1. Born on the Bayou – 5:14
2. Green River – 3:00
3. Tombstone Shadow – 4:05
4. Don't Look Now – 2:05
5. Travelin' Band – 2:18
6. Who'll Stop the Rain – 2:31
7. Bad Moon Rising – 2:16
8. Proud Mary – 3:09
9. Fortunate Son – 2:22
10. Commotion – 2:36
11. Midnight Special – 3:48
12. Night Time is the Right Time – 3:29
13. Down on the Corner – 2:44
14. Keep on Chooglin' – 9:09

## Formazione
- John Fogerty - chitarra, voce
- Tom Fogerty - chitarra
- Doug Clifford - batteria
- Stu Cook - basso